# Jiří Soják
Jiří Soják, född den 13 maj 1936 i Brno, död den 17 oktober 2012, var en tjeckisk botaniker som var specialiserad på fingerörtssläktet.
Auktorsnamnet Soják kan användas för Jiří Soják i samband med ett vetenskapligt namn inom botaniken; se Wikipediaartiklar som länkar till auktorsnamnet.